# 伊三百六十一型潛艦

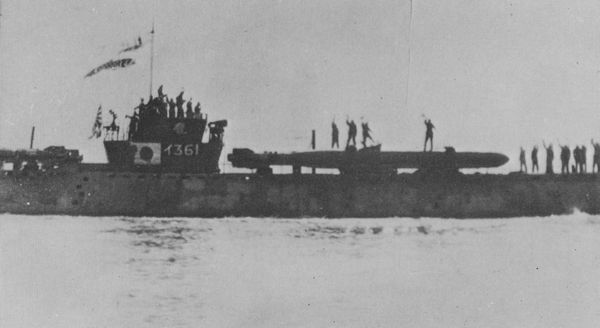
攝於1945年5月23日，光市海軍基地

伊三六一型潛艇是大日本帝國海軍的潛艦型號。又名潛輸大型、丁型。太平洋戰爭末期時建造了12隻用於運輸任務，1944年竣工。主要執行輸送任務，部份用於回天攻撃。9隻於太平洋戰爭時沉没，殘餘的於日本戰敗後被美軍破壞。

## 諸元
- 全長：73.5米
- 全幅：8.9米
- 排水量：水上1440噸、水中2215噸
- 最大速度：水上13節、水中6.5節
- 水中航續距離：222km(120海里)/3節
- 水上航續距離：27,750km(15,000海里)/14節
- 武裝：53cm魚雷發射管×2、14cm砲、25mm機銃×2、魚雷×2